# 볼츠만 메달
볼츠만 메달(영어: Boltzmann Medal)은 IUPAP (Commission on Ststistical Physics (C3) of the International Union of Pure and Applied Physics)에 의하여 통계물리학 분야의 뛰어난 업적을 기리기 위하여 제정되었다. 루트비히 볼츠만의 이름을 따서 만들었다.
이 볼츠만 메달은 국제 통계 물리학회의 (STATPHYS, International Conference on Statistical Physics) 기간에 수여된다. 국제 통계 물리학회의는 매 3년마다 열린다.

## 수상자 명단
| 년도 | 수상자               | 출신 대학                     | 업적 |
| 1975 | 케네스 G. 윌슨       | 코넬 대학교                   | |
| 1977 | 구보 료고            | 도쿄 대학교                   | 변동 이론 분야에 기여했음. |
| 1980 | 로드니 백스터        | 오스트레일리아 국립 대학교    | |
| 1983 | 마이클 피셔          | 메릴랜드 대학교               | |
| 1986 | 다비드 뤼엘          | IHÉS                          | |
| 1986 | 야코브 시나이        | 모스크바 국립 대학교          | |
| 1989 | 리오 카다노프        | 시카고 대학교                 | |
| 1992 | 조엘 레보위츠        | 럿거스 대학교                 | 평형과 비평형 열역학과 통계물리학 커뮤니티에 중요한 기여를 하였음. |
| 1992 | 조르조 파리시        | 로마 라 사피엔차 대학교       | 통계물리학, 특히 스핀 글래스의 평균장 근삿값을 해결하였음. |
| 1995 | 삼 에드워즈          | 케임브리지 대학교             | |
| 1998 | 엘리엇 리브          | 프린스턴 대학교               | |
| 1998 | 벤저민 위덤          | 코넬 대학교                   | 유체와 유체 혼합물의 통계 역학과 그들의 계면 특성을 연구하였다. 특히, 표면장력과 임계점 근처 유체의 상태 방정식을 위해 규모 가설을 일반적으로 공식화했음.                                                                                 |
| 2001 | 베르니 알더          | 캘리포니아 대학교 데이비스    | 분자동역학 시뮬레이션 기술을 발명하고 이러한 ‘컴퓨터 실험’으로 통계역학 분야에서 중요한 발견을 하였고, 특히, 단단한 구체의 용융/결정화 전이. 유체에서의 자기상관 함수의 장기간 감소가 가능하다는 것을 보여주었음.                         |
| 2001 | 가와사키 교지        | 주부 대학교                   | 응집물질물리학의 동적 현상. 특히, 전단 유체의 임계 현상이나 위상 분리 반응 속도론과 같은 임계 근처 유체의 모드 결합 이론과 비선형 문제에 기여했음.                                                                                        |
| 2004 | 에스겔 코헨          | 록펠러 대학교                 | 밀도가 높은 기체의 이동 현상에 대한 이론, 비평형 정상 상태에서의 측정과 변동의 특성에 대한 이론을 포함한 비평형 통계역학에 기여했음. |
| 2004 | 유진 스탠리          | 보스턴 대학교                 | 스핀 시스템의 위상 전이와 임계 현상 이론, 그리고 침투 문제를 포함한 통계 물리학의 여러 분야에 기여했음. 그리고 이러한 아이디어를 액체의 변칙적인 특성을 해석하는데 적용했음.                                                              |
| 2007 | 쿠르트 빈더          | 마인츠 대학교                 | |
| 2007 | 조반니 갈라보티      | 로마 라 사피엔차 대학교       | |
| 2010 | 존 카디              | 옥스퍼드 대학교               | |
| 2010 | 버나드 데리다        | 고등사범학교                  | |
| 2013 | 조반니 조나-라시니오 | 로마 라 사피엔차 대학교       | 입자물리학에서 자발 대칭 깨짐과 비평형 변동 이론에 기여했음. |
| 2013 | 해리 스위니          | 텍사스 오스틴 대학교          | 통계물리학의 많은 분야에 큰 영향을 미쳤음. |
| 2016 | 단 프렌켈            | 케임브리지 대학교             | 동역학의 통계-기계적 이해, 자기 조립과 연성물질의 위상 성질에 선구적인 기여를 하였음. |
| 2016 | 이브 포모            | 애리조나 대학교, 고등사범학교 | 비평형 현상의 통계 물리학에 대해 기여했으며, 특히 유체역학, 불안정성, 패턴 형성과 혼돈 이론에 대한 현대적 이해를 발전하게 하였음. |
| 2019 | 허버트 스폰          | 뮌헨 공과대학교               | |
| 2022 | 디팍 다르            | 타타 기초 연구소              | 자기 조직적 임계성 모델의 정확한 솔루션, 계면 성장, 무질서한 자기 시스템에서의 보편적인 장기 이완법, 침투 및 클러스터 계산 문제의 정확한 해결책, 차원분열 도형의 스펙트럼의 차원 정의를 포함한 통계 물리학 분야에서 선구적인 기여를 했음. |
| 2022 | 존 홉필드            | 프린스턴 대학교               | 분자 수준에서 정보를 전달하는 동역학 교정부터 뇌의 계산에 대한 사고를 위한 새로운 언어를 만드는 신경망과 생명현상을 포함한 통계물리학의 경계를 확장시켰음.                                                                                |

## 같이 보기
- 엔리코 페르미 상
- 막스 플랑크 메달
- 대니 하이너먼 수리물리학상
- 존 폰 노이만 이론상
- 풀커슨상
- 외르스테드 메달
- 아인슈타인 상